# コヨーテ (シャシー)

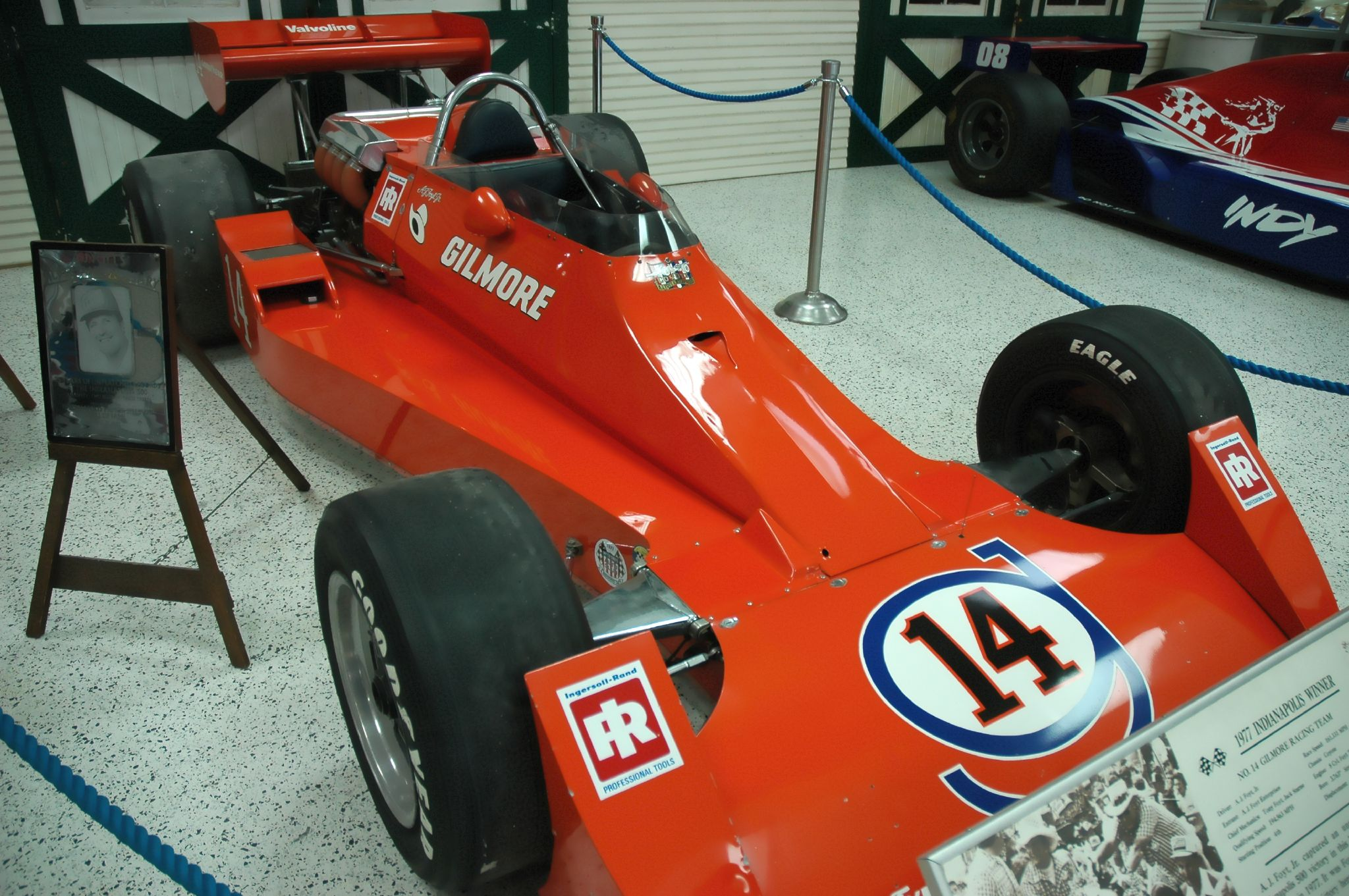
1977年のインディ500でA.J.フォイトのドライブで優勝したレーカーのコヨーテ-フォイト

コヨーテ は、インディ500を含むUSAC主催のインディカーレースに参戦するA.J.フォイトのレーシングチームのためにシャシーの設計・製造を行うレーシングブランドであった。1966年から1983年までの期間、フォイト自身が製造した車両で141戦に出場して25勝を挙げている。ジョージ・スナイダーはフォイトに次ぐ24戦の出場記録を持っている。
フォイトは、1967年と1977年にインディ500にコヨーテを使用したレースカーをドライブして優勝している。

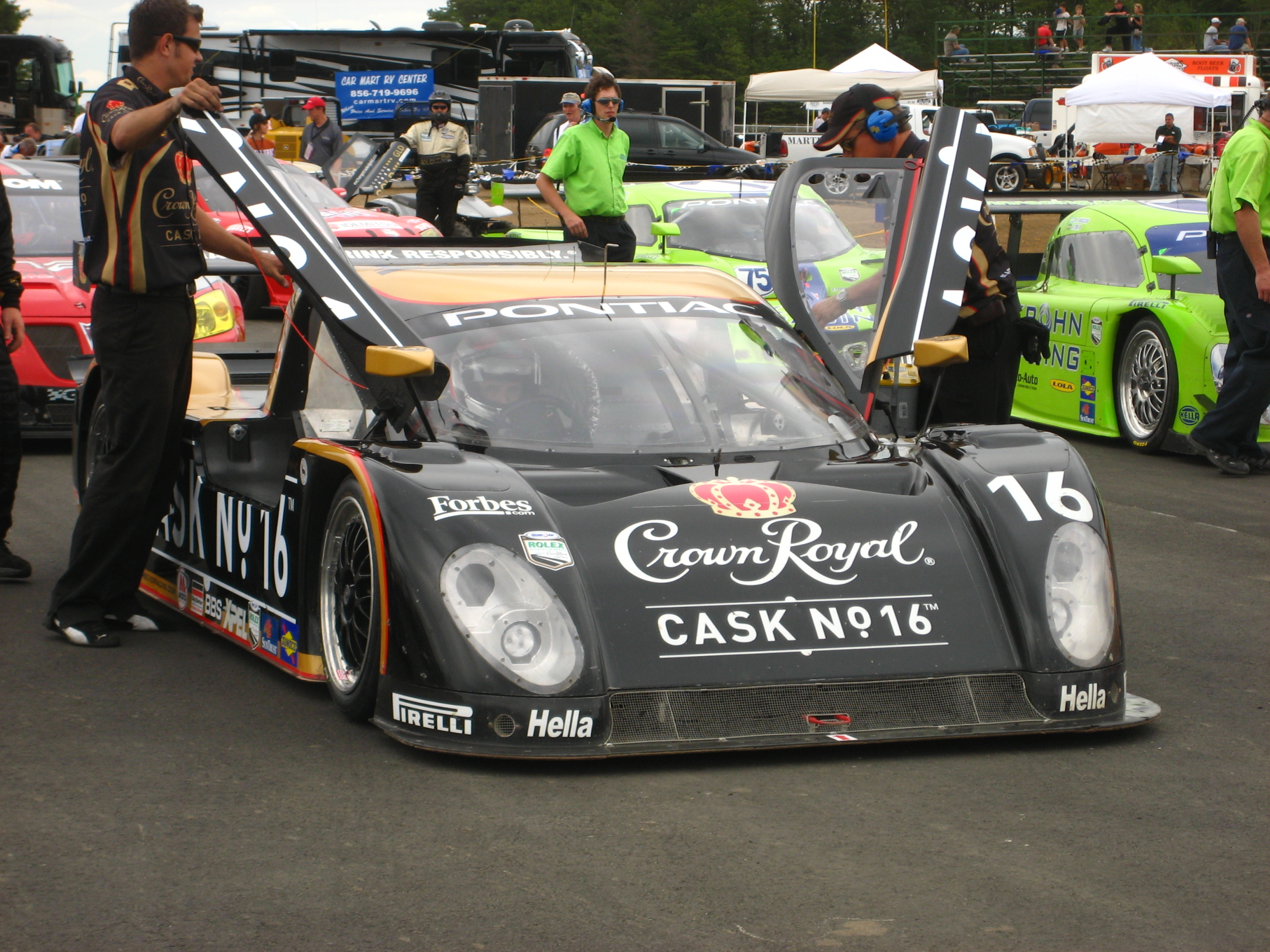
2008年、デイトナプロトタイプ、コヨーテ・ポンティアック

2008年、フォイトの許可を得て、インディ500チャンピオンで友人のエディ・チーバーのレーシングチームであるチーバー・レーシングは、彼が2007年に権利を購入したファブカー（Fabcar）のシャシー・デザインを基に新しいデイトナ・プロトタイプ規定で作られたシャシーにコヨーテのブランド名を付けている。